# Ereveld Candi
Ereveld Candi is een erebegraafplaats in de heuvels van Semarang, Indonesië.
Dit ereveld is aangelegd door Nederlandse militairen van de T-Brigade die op 12 maart 1946 aan land kwam. Op dit ereveld zijn uitsluitend Nederlandse gesneuvelde militairen begraven. Oorspronkelijk was de bedoeling van dit ereveld om er alleen gesneuvelde militairen uit de oorlog in Midden-Java te begraven. Uiteindelijk zijn er ook soldaten uit de Tweede Wereldoorlog bij begraven. Er liggen meer dan 1.000 graven en er worden nog regelmatig soldaten bijbegraven zodra de locatie van hun veldgraf bekend is.